# Tachytrechus obtectus
Tachytrechus obtectus är en tvåvingeart som beskrevs av Becker 1922. Tachytrechus obtectus ingår i släktet Tachytrechus och familjen styltflugor. Inga underarter finns listade i Catalogue of Life.